# Приворот
Приворо́т , а также отворо́т — суеверие — магическое воздействие (любовная магия) на человека с целью возникновения у него (либо устранения уже существующего) эмоционального и физического влечения к другому человеку (либо на восстановление утерянного — например, примирение мужа с женой).
Считается, что существуют различные способы приворота, в которых участвуют словесные формулы (заговор на любовь), определённые жидкости и предметы. Например, приворотное зелье — магический напиток, изготовленный в соответствии с магическими требованиями, выпив который, человек влюбляется или испытывает сильное сексуальное влечение.
Известны с древнейших времен, в частности, в Древней Греции.

## Другие названия
В русской фольклорной традиции любовь отождествляется с жаром, поэтому сверхъестественные силы «присушивают», когда любовь нужно вызвать, и «отсушивают», «остужают», когда любовь нужно устранить. В этой связи существовали следующие понятия, тождественные привороту/отвороту:
- Для приворота: присушка, присуха, присушение — от глагола присушить; приворожение — от глагола приворожить; прилучение — от глагола прилучить; в словосочетаниях — наговор на любовь/на присушку/на разожжение сердца, напустить тоску.

- Для отворота: отсушка, отсуха — от глагола отсушить, остуда — от глагола остудить; в словосочетаниях — отговорить (девку от парня/парня от девки), любовь отворотить, снять тоску, заговор от тоски/о сухоте, наговор на разлучение/на остуду (между молодцом и девицей/мужем и женой), остудные слова.

## Использование растений
Считалось, что корни некоторых растений обладают способностью привораживать, за что их называли приворотными кореньями. Например, корень любистока, выкопанный в Покров день ранним утром, способен был укрепить супружество; отвар корней дуба и берёзы, растущих вместе, давали пить молодым для возбуждения взаимной любви или супругам, чтобы прекратить их раздоры. Русские корень растения «кукушкины слёзки» подмешивали в питьё молодожёнам, чтобы они жили в мире и согласии. Украинские девушки выкапывали и носили корень растения «троезелье» (укр. тройзілле), чтобы скорее выйти замуж. Во Владимирской губернии, чтобы муж и жена любили друг друга, им давали расщеплённый на две части корень растения какуй.
Вид корней ятрышника, напоминающих человеческую ладонь, послужил образованию приёмов любовной магии. В Польше с целью приворожить приглянувшуюся особу советовали «мыть себе руки вином, налитым на корень ятрышника шлемоносного (Orchis militaris L.) — „Кукушка“ или „Ладошка (ладонь) Богоматери“ — имеющий форму руки; вследствие этого подавание руки данной особе будит в ней любовное чувство».
По мнению Н. И. Анненкова, к ятрышникам и, шире, орхидным («преимущественно родам Orchis, Platanthera») относятся такие названия из травников, как кисарь, кокуй, кокус, куколь, кукоос(ь), а также изглас, имтелас, лас(ь), лосис(ь), лось.
Согласно сведениям из травников, корни этих растений употребляются в сходных целях и форма их играет решающую роль. В одном из текстов не просто требуется наличие клубневых отростков — они должны переплетаться друг с другом, уподобляясь любящим супругам: «А естьли жена мужа не любит, истолки белаго корешка и дай в питье или в еже съесть, то любить будет. А естьли муж жены не любит, даи чернаго корешка съесть, то друг друга любить будут. Да смотри, таких даваи, чтобы малыя корешки сплелись вместе» (текст о траве кокуй; РНБ. F.VI.16, л. 9 об., № 84]).
Белый и чёрный корешки, упомянутые в травнике, — это клубень текущего года, более светлый и крепкий, и прошлогодний, перезимовавший, тёмный и увядший. Ещё в одном тексте о растении кокуй они противопоставляются и по цвету, и по плотности: «корешков два, въподобие ручек с пальцами, один бел ядреной, а другой вял черен. Пригодна у кого не стоит мехирь, дай белаго ядренаго корешка съесть, то будет стоять, а естьли вялаго дашь, то стоять не будет» ([РНБ. F.VI.16, л. 9 об., № 84]).
Ещё в двух примерах форма корней не указывается, и осмысляется только разница в цвете между молодым и прошлогодним клубнями: «Трава копус ростет по березникам синя и пестра, листочки, что язычки, а корень ея надвое: един мужичок, а другой женочка. Когда муж не любит жены, даи ему женочку, сьест, будет любить. А ежели жена не любит мужа, даи еи мужичка, будет любить. А корень мужичков бел, женскои черн» БАН. 33.14.11, л. 44 об., № 103]; «а корень на двое, один мужичек, а другая женочка, мужичек беленек, а женочка смугла… Когда муж жены не любит, дай ему женской испить в вине, и с той травы станет любить ея зело; или жена мужа не любит, дай мужеской грысть — станет любить».

## Примеры приворота
- История христианских святых Киприана и Иустины.
- Любовное зелье, которое выпили Тристан и Изольда.

## В культуре
- Любовный напиток — опера, высмеивающая шарлатанов.
- Любовный напиток № 9 — фильм о привороте.